# Sastrería Cornejo
Sastrería Cornejo es una empresa española de sastrería especializada en vestuario para cine, televisión y teatro. Tiene su sede en Madrid y fue fundada en 1920 por Humberto Cornejo Arenillas. 

## Historia
El fundador de la sastrería fue Humberto Cornejo Arenillas, tras quedar huérfano fue enviado a Cuba y regresó a Madrid para hacer el servicio militar. En 1920, su cuñado le prestó una colección de trajes para que empezara el negocio en su casa de la calle Cava Baja del Barrio de La Latina. En 1926 se trasladan a la calle de la Esgrima en el barrio madrileño de Lavapiés, y de ahí a la calle Magdalena, su sede histórica hasta 2001. En 1936 el edificio de Magdalena fue incautado por la CNT, pero siguieron trabajando y pasaron a tener el edificio entero. Los trajes se acumulaban y había que almacenarlos, en un sinfín de habitaciones. Hasta que en el siglo XXI se trasladaron a un almacén mucho más funcional en Suanzes. Tras empezar a confeccionar y alquilar vestuario para zarzuelas como Las Leandras, Humberto Cornejo, fundador de la empresa, empezó a trabajar para varios estudios cinematográficos españoles. Tras la Guerra Civil, confeccionan el vestuario de películas como Polizón a bordo (1941), A mí la Legión (1942) o Eloísa está debajo de un almendro (1943). En los años 50 y 60 empiezan a trabajar para los estudios de Hollywood que comenzaron a rodar en España buscando mano de obra barata. Su primer gran salto se produjo cuando el productor Samuel Bronston desembarcó en España para rodar Rey de reyes (1961). El negocio familiar creció, incorporándose en 1966 a ella su hijo Vicente, y en 1978 entró en el negocio el hijo de este, también Humberto de nombre. A finales de los años 90, Sastrería Cornejo vivió otra gran expansión gracias al cine internacional que, a día de hoy, se mantiene. En la actualidad en la sastrería ya trabaja la cuarta generación. Vicente Cornejo falleció el 31 de julio del 2015.

## Definición del negocio y trabajos destacados
El modelo de negocio de los Cornejo se basa en la confección para alquiler o la renta de las prendas ya existentes. Para Los miserables se alquilaron un total de 1.200 piezas, mientras que para la popular Juego de tronos la cifra ronda los 400 por temporada. Las prendas se confeccionan de forma artesanal. Algunas de sus prendas las han portado actores tan legendarios como Charlton Heston o Ava Gardner. Sus trabajadores de entre 20 y 65 años cortan, cosen, pintan y elaboran prendas, aunque algunas son compradas a otros proveedores.
Cornejo ha elaborado vestuario para numerosas películas nominadas y ganadores de premios Óscar, Goya, Bafta y César. Algunos de estos títulos son: El Cid (1961), Doctor Zhivago (1965), El perro del hortelano (1996), Shakespeare in love (1998), Gladiator (2000), Alatriste (2006), Agora (2009), Los miserables (2012) —donde trabajaron con Paco Delgado— y Anna Karenina (2012).

## Colección
Los almacenes de la sastrería acumulan vestuario desde las primeras civilizaciones hasta las últimas décadas del siglo XX. La colección privada de Cornejo atesora una colección de trajes antiguos originales y auténticos que están muy usados se utilizan para reproducir patrones”. Entre las prendas más antiguas destacan un vestido de 1820, un chaleco de 1807 y chaquetas de finales del siglo XVIII. 

## Filmografía (selección)
- Altamira (2016)
- El cazador y la reina del hielo (2016)
- Rey Arturo: la leyenda de la espada(2016)
- Ben Hur (2016)
- Orgullo + prejuicio + zombis  (2016)
- La chica danesa (2015)
- En el corazón del mar (2015)
- Macbeth (2015)
- El cuento de los cuentos (2015)
- La fiebre del tulipán (2015)
- Drácula (2014)
- Exodus: Dioses y reyes (2014)
- En el bosque (2014)
- Maléfica (2014)
- Pompeya (2014)
- Liberador (2013)
- Los Miserables (2012)
- Insensibles (2012)
- El último jinete (2012)
- Black Butterflies (2011)
- La condesa (2009)
- Casanova (2005)
- Belleza prohibida (2004)
- El mercader de Venecia (2004)
- Callas Forever (2002)
- Los otros (2001)
- Gladiator (2000)
- Goya en Burdeos (1999)
- Shakespeare enamorado (1998)
- Corazón de dragón (1996)
- Matador (1986)
- El caballero verde (1984)
- Dune (1984)
- El crimen de Cuenca (1980)
- Los cuatro mosqueteros (1974)
- Los tres mosqueteros (1973)
- Nicolás y Alejandra (1971)
- Cromwell, el rey de los bárbaros en español (1970)
- Doctor Zhivago (1967)
- Campanadas a medianoche  (1965)
- Por un puñado de dólares (1964)
- 55 días en Peking (1963)
- Noches de Casablanca (1963)
- Lawrence of Arabia (1962)
- El Cid (1961)
- Todos somos necesarios (1956)

## Proyectos televisivos
- Poldark (2015)
- Sons of Liberty (2015)
- Marco Polo (2014)
- Da Vinci's Demons (2013)
- Vikingos (2013)
- Juego de tronos (2011)
- Downton Abbey (2010)